# Charlotte Gainsbourg
Charlotte Gainsbourg (født 21. juli 1971 som Charlotte Lucy Gainsburg) er en fransk-britisk skuespiller, sanger og sangskriver.
Som barn af sanger- og skuespillerparret Jane Birkin-Serge Gainsbourg var optræden ikke fremmed for Charlotte Gainsbourg. Hun indspillede sin første film i 1984 og sang samme år for første gang offentligt med sin far. To år senere udgav hun sit første soloalbum (produceret af hendes far). I årene der fulgte var det først og fremmest skuespillet, hun arbejdede med. Med en engelsk mor og en fransk far begår hun sig naturligt på begge disse sprog, og hendes roller har også tilsvarende været blandet. Hun har således spillet titelrollen i Franco Zefirellis 1996-udgave af Jane Eyre på engelsk og Fantine i en fransk tv-udgave af Les Misérables fra 2000. Hun har indspillet film med en række anerkendte instruktører som Agnes Varda, brødrene Paolo og Vittorio Taviani samt Lars von Trier – for rollen i Antichrist af sidstnævnte modtog hun prisen som bedste kvindelige skuespiller ved filmfestivalen i Cannes i 2009.
I midten af 2000'erne har hun genoptaget musikken og siden udgivet to nye album, idet hun dog samtidig har fortsat skuespillerkarrieren.
Charlotte Gainsbourg er gift med den israelskfødte franske instruktør og skuespiller Yvan Attal, med hvem hun har tre børn.

## Filmografi
- L'effrontée (1985)
- La petite voleuse (1988)
- Min kone er en skuespiller (Ma femme est une actrice) (2001)
- 21 grams (2004)
- Den Nye Verden (Nuovomondo) (2006)
- I'm Not There (2007)
- Persecution (2009)
- Antichrist (2009) af Lars von Trier
- The tree (2010)
- Melancholia (2011)
- Nymphomaniac (2013)
- Snemanden (2017)